# Aleksiej Kudaszow
Aleksiej Nikołajewicz Kudaszow, ros. Алексей Николаевич Кудашов (ur. 21 lipca 1971 w Elektrostali) – rosyjski hokeista, reprezentant Rosji, olimpijczyk. Trener hokejowy.
Jego syn Artiom (ur. 2005) także został hokeistą.

## Kariera
- Kristałł Elektrostal (1986-1989, 1992)
- / Krylja Sowietow Moskwa (1989-1993)
- Toronto Maple Leafs (1993)
- St. John’s Maple Leafs (1993-1995)
- Carolina Monarchs (1995-1996)
- Düsseldorfer EG (1996-1997)
- TPS (1997-1998)
- Ak Bars Kazań (1998-1999)
- Dinamo Moskwa (1999-2004)
- CSKA Moskwa (2004-2006)
- Łokomotiw Jarosław (2006)
- Chimik Mytiszcz (2006-2007)
- Łokomotiw Jarosław (2007-2009)
- HK MWD Bałaszycha (2009-2010)
- Dinamo Moskwa (2010-2012)

Wychowanek klubu Kristałł Elektrostal. W zespole występował u kresu ligi radzieckiej i na początku funkcjonowania ligi rosyjskiej. W drafcie NHL z 1991 został wybrany przez Toronto Maple Leafs. Wówczas jeszcze występował w drużynie Krylja Sowietow Moskwa. W 1993 wyjechał do USA i do 1996 rozegrał 25 meczów w lidze NHL, jednak głównie występował w lidze AHL. Po powrocie do Europy grał w niemieckiej lidze DEL w barwach klubu z Düsseldorfu, następnie sezon 1997/1998 w lidze fińskiej, po czym od 1998 przez dziesięć sezonów w superlidze rosyjskiej, a od 2008 do 2012 cztery ostatnie lata kariery w rozgrywkach KHL. Karierę zakończył w sezonie KHL (2011/2012) zdobywając z Dinamem Moskwa mistrzostwo Rosji i Puchar Gagarina w roli kapitana drużyny.
W wieku juniorskim w barwach ZSRR wystąpił w turniejach mistrzostw Europy do lat 18 w 1989, mistrzostw świata juniorów do lat 20 w 1990, 1991. W karierze seniorskiej reprezentował Rosję. Uczestniczył w turniejach zimowych igrzysk olimpijskich 1994, mistrzostw świata 1998, 1999, 2000.

## Kariera trenerska
- Atłant Mytiszczi (2012-2013), asystent trenera
- Atłant Mytiszczi (2013-2015), główny trener
- Łokomotiw Jarosław (2015-2017), główny trener
- Reprezentacja Rosji (2018-2019), asystent trenera
- SKA Sankt Petersburg (2018-2019), asystent trenera
- Reprezentacja Rosji (2019-2020), główny trener
- SKA Sankt Petersburg (2019-2020), główny trener
- Reprezentacja Rosji (2020-), konsultant
- Dinamo Moskwa (2021-), główny trener

Tuż po zakończeniu kariery zawodniczej został trenerem hokejowym w klubie Atłant. Od 2013 pierwszy trener tego zespołu. Od maja 2015 trener Łokomotiwu Jarosław. Zwolniony na początku października 2017. Podczas turnieju MŚ edycji 2018 był w sztabie trenerskim kadry Rosji jako asystent Ilji Worobjowa. 1 czerwca 2018 ogłoszono nowy sztab trenerski SKA, w którym Aleksiej Kudaszow został asystentem (także I. Worobjowa). 11 lipca 2019 został ogłoszony selekcjonerem reprezentacji Rosji, a tego samego dnia został również głównym trenerem SKA. Z posady odszedł po sezonie KHL (2019/2020). W kwietniu 2021 został ogłoszony nowym trenerem Dinama Moskwa.
Był w sztabie trenerskim reprezentacji Rosyjskiego Komitetu Olimpijskiego w turnieju zimowych igrzysk olimpijskich 2022.

## Sukcesy
Reprezentacyjne
- Złoty medal mistrzostw Europy juniorów do lat 18: 1989 z ZSRR
- Srebrny medal mistrzostw świata juniorów do lat 20: 1990, 1991

Klubowe
- Brązowy medal mistrzostw ZSRR: 1991 z Krylją Sowietow Moskwa
- Złoty medal mistrzostw Niemiec: 1996 z Düsseldorfer EG
- Brązowy medal mistrzostw Rosji: 1999 z Ak Barsem Kazań
- Złoty medal mistrzostw Rosji: 2000, 2012 z Dinamem Moskwa
- Srebrny medal mistrzostw Rosji: 2008, 2009 z Łokomotiwem Jarosław, 2010 z MWD
- Puchar Gagarina: 2012 z Dinamem Moskwa

Indywidualne
- KHL (2008/2009): Mecz Gwiazd KHL